# Inocarpus fagifer
Inocarpus fagifer är en ärtväxtart som först beskrevs av Sydney C. Parkinson, och fick sitt nu gällande namn av Francis Raymond Fosberg. Inocarpus fagifer ingår i släktet Inocarpus och familjen ärtväxter. Inga underarter finns listade i Catalogue of Life.

## Bildgalleri

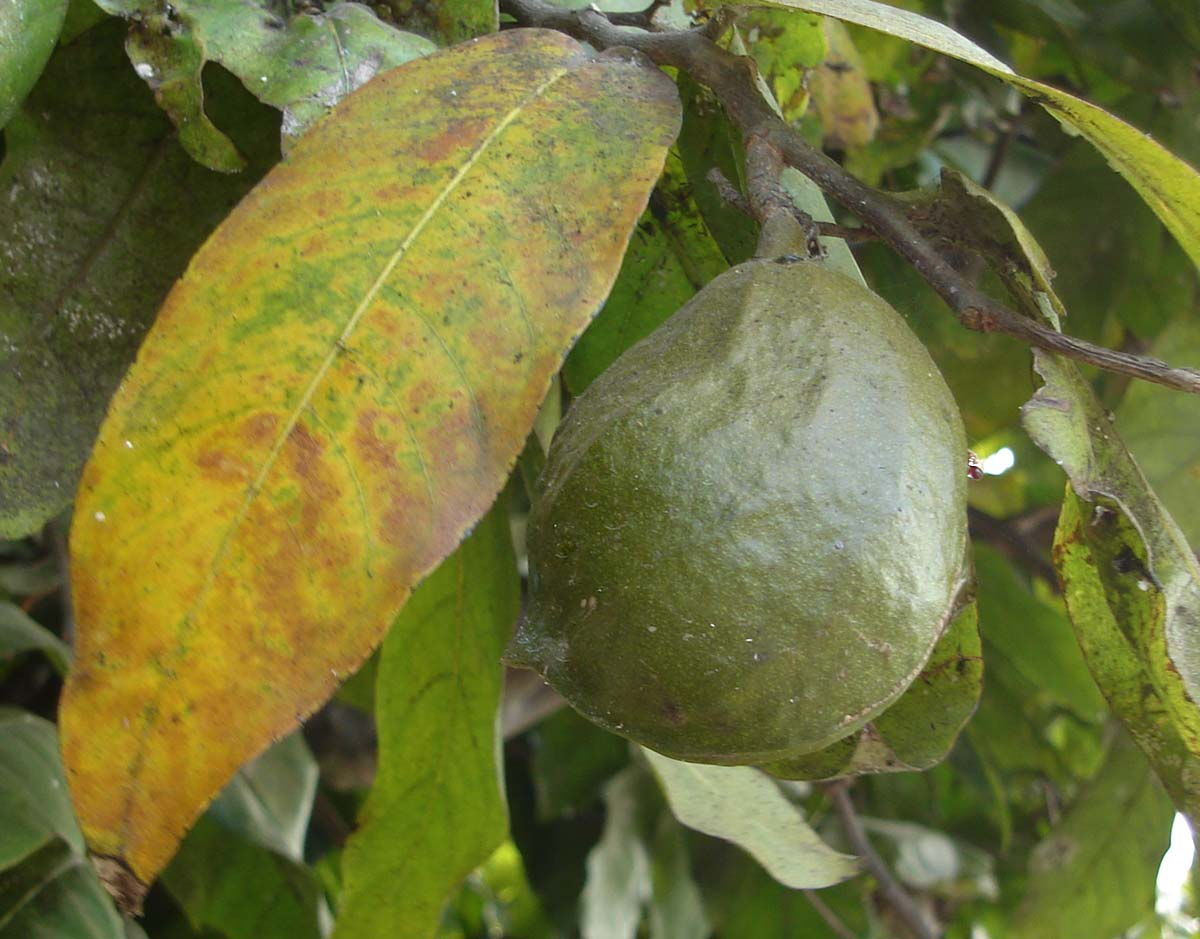
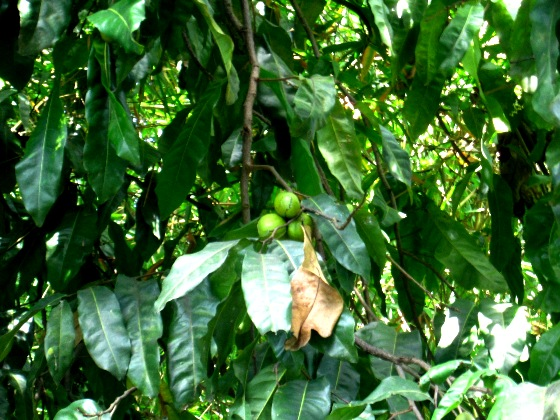